# سوف كراوس
سوف كراوس (بالإنجليزية: Will Kraus )‏ (و. 1973 – م) هو سياسي، من الولايات المتحدة الأمريكية، هو عضوٌ في الحزب الجمهوري.

## مناصب
تولى منصب عضو مجلس النواب ميسوري.